# Skoki do wody na Igrzyskach Panamerykańskich 2007
Skoki do wody na Igrzyskach Panamerykańskich 2007, zostały rozegrane w dniach 25 - 28 lipca w Rio de Janeiro, na Parque Aquático Maria Lenk. Zawody odbywały się w 8 konkurencjach. W tabeli medalowej zwyciężyli skoczkowie z Meksyku.

## Medaliści

### Mężczyźni
| Konkurencja                     | Złoto                                               | Rezultat | Srebro                                      | Rezultat | Brąz                                         | Rezultat |
| Trampolina 3 m indywidualnie    | Alexandre Despatie                                  | 503.65   | César Castro                                | 492.70   | Troy Dumais                                  | 484.25   |
| Trampolina 3 m - synchronicznie | Stany Zjednoczone · Mitchell Richeson · Troy Dumais | 422.52   | Kuba · Erick Fornaris · Jorge Betancourt    | 407.10   | Kanada · Alexandre Despatie · Arturo Miranda | 401.40   |
| Wieża 10 m indywidualnie        | José Guerra                                         | 527.40   | Rommel Pacheco                              | 510.15   | Alexandre Despatie                           | 505.80   |
| Wieża 10 m - synchronicznie     | Stany Zjednoczone · David Boudia · Thomas Finchum   | 437.64   | Kuba · Erick Fornaris · José Antonio Guerra | 421.91   | Kolumbia · Juan Urán · Víctor Ortega         | 416.10   |

### Kobiety
| Konkurencja                     | Złoto                                       | Rezultat | Srebro                                               | Rezultat | Brąz                                                      | Rezultat |
| Trampolina 3 m indywidualnie    | Paola Espinosa                              | 361.20   | Laura Sánchez                                        | 347.45   | Kelci Bryant                                              | 344.15   |
| Trampolina 3 m - synchronicznie | Meksyk · Laura Sánchez · Paola Espinosa     | 307.80   | Stany Zjednoczone · Ariel Rittenhouse · Kelci Bryant | 305.10   | Kanada · Meaghan Benfeito · Kelly MacDonald               | 276.60   |
| Wieża 10 m indywidualnie        | Paola Espinosa                              | 380.95   | Haley Ishimatsu                                      | 364.60   | Juliana Veloso                                            | 356.25   |
| Wieża 10 m - synchronicznie     | Kanada · Emilie Heymans · Marie-Eve Marleau | 327.30   | Meksyk · Paola Espinosa · Tatiana Ortiz              | 325.14   | Stany Zjednoczone · Haley Ishimatsu · Mary Beth Dunnichay | 297.54   |

## Tabela medalowa
| Poz.    | Państwo           |   |   |   | Łącznie |
| ------- | ----------------- | - | - | - | ------- |
| 1       | Meksyk            | 3 | 3 | 0 | 6       |
| 2       | Stany Zjednoczone | 2 | 2 | 3 | 7       |
| 3       | Kanada            | 2 | 0 | 3 | 5       |
| 4       | Kuba              | 1 | 2 | 0 | 3       |
| 5       | Brazylia          | 0 | 1 | 1 | 2       |
| 6       | Kolumbia          | 0 | 0 | 1 | 1       |
| Łącznie | Łącznie           | 8 | 8 | 8 | 24      |